# جون ماكلولين وليامز
جون ماكلولين وليامز (بالإنجليزية: John McLaughlin Williams)‏ هو موزع أمريكي، ولد في 1957 في كارولاينا الشمالية في الولايات المتحدة.

## وصلات خارجية
- جون ماكلولين وليامز على موقع ميوزك برينز (الإنجليزية)
- جون ماكلولين وليامز على موقع ديسكوغز (الإنجليزية)